# Ronney Pettersson
Ronney Pettersson (26 aprile 1940 – 26 settembre 2022) è stato un calciatore svedese, di ruolo portiere.

## Carriera

### Club
Insieme al Djurgården è diventato campione di Svezia nel 1966.

### Nazionale
Prese parte, insieme alla Nazionale di calcio della Svezia, al campionato del mondo 1970.
Pettersson, nella nazionale di calcio della Svezia, ha totalizzato 17 presenze.

## Palmarès

### Club

#### Competizioni nazionali
- Allsvenskan: 1

Djurgården: 1966